# Mallinella truffles
Mallinella truffles (лат.) — вид пауков-муравьедов рода Mallinella (Zodariidae). Встречаются на острове Шри-Ланка (Южная Азия). Назван в честь шоколада трюфель.

## Описание
Пауки мелких размеров (около 5 мм) желтовато-коричневого цвета. Карапакс яйцевидный, гладкий, красно-коричневый; фовеа красно-коричневая. Формула ног 4132. Лабиум треугольный, жёлто-коричневый. Стернум желтоватый, покрыт редкими черными волосками. Боковые края стернума с небольшими полукруглыми ямками перед каждым тазиком третьей и четвертой парой ног. Ноги желтоватые, с проксимальным бугорком. Опистосома овальная; рисунок на спине опистосомы представлен крупными бледными пятнами, грубо овальная первая пара пятен соединена вертикально с почти круглой второй парой, третья и четвертая пары почти круглых пятен соединены медиально и вертикально друг с другом. Mallinella truffles имеет общие черты с представителями группы M. tuberculata, такие как неразветвленный эмболюс, простой рострированный TA, продольная борозда эпигины. В группе tuberculata самцы M. truffles наиболее сходны с самцами M. brachiata, поскольку оба имеют дигитиформный RTA, цимбиальную складку, которая составляет менее половины длины цимбиума, треугольный апико-пролатеральный отросток, но может быть отделена от него длинным узким неразветвленным эмболусом. Самки также наиболее сходны с самками M. tuberculata, поскольку обе имеют субпрямоугольную эпигиналъную пластинку и глубокое переднее срединное углубление, но могут быть отделены от нее шаровидными сперматеками.

## Классификация
Вид был впервые описан в 2025 году. Сходен с видом Mallinella brachiata из группы M. tuberculata.